# Viznice
A Viznice (más néven Viznice-patak, ukránul: Визниця, Viznicja) patak Kárpátalján, a Latorca jobb oldali mellékvize. Hossza 20 km, vízgyűjtő területe 160 km². Esése 12 m/km.
A Kéklő-hegységben (Szinyák), Szarvasrét és Szidorfalva között ered. A Viznice és a Sztára völgye választja el a hegység nyugati és keleti részeit; előbbit gyakran külön egységnek tekintik Makovica néven.
Munkács mellett ömlik a Latorcába.

## Települések a folyó mentén
- Erdőpatak (Лісарня)
- Felsőviznice (Верхня Визниця)
- Lakatosfalva (Клочки)
- Frigyesfalva (Кленовець)
- Rónafalu (Жборівці)
- Kölcsény (Кольчино)
- Munkács (Мукачево)

## Mellékvizek
Jelentősebb mellékvizei (zárójelben a torkolattól mért távolság):
- Obava (bal part, 2,2 km)